# عبد المجيد بويبوض
عبد المجيد بويبوض أو امجيد بويبوض؛ مواليد 24 أكتوبر 1966 في المغرب، هو مدرب كرة قدم مغربي ولاعب دولي سابق؛ يشتغل حاليا كمدرب مساعد في نادي الوداد الرياضي. اعتزل اللعب عام 1999 مع ووهان الصيني. بدأ مسيرته كلاعب عام 1986 مع نادي الوداد الرياضي.

## سيرته
كانت بدايات مجيد بويبوض في الفئات الصغرى لنادي الوداد الرياضي، قبل أن يلعب للفريق الأول في نهاية الثمانينات، حيث فرض نفسه كجناح مهاجم. فاز مع الوداد البيضاوي بثلاثة ألقاب بطولة (1990، 1991 و1993)، ولقب كأس العرش لسنة 1989. كان امجيد من أعمدة قريق الوداد المتوج بلقب كأس أفريقيا للأندية البطلة سنة 1992، إلى جانب لاعبين آخرين كرشيد الداودي ونور الدين النيبت ويوسف فرتوت.
انتقل للاحتراف بالبرتغال في 1994، حيث جاور فريق بلينينشيس، الذي لعب له 66 مباراة، سجل فيها 8 أهداف؛ ثم أنهى مسيرته الاحترافية في الصين رفقة نادي ووهان، والذي لعب له موسما واحدا فقط.
على المستوى الدولي، لعب امجيد 26 مباراة رفقة المنتخب الأول، تحت إمرة مجموعة من المدربين كعبد الخالق اللوزاني وعبد الله بليندة وهنري ميشيل. كان ضمن التشكيلة التي خاضت منافسات كأس العالم 1994 بالولايات المتحدة.
ولج بويبوض عالم التدريب ضمن ناديه الأم، الوداد، حيث تكلف بتدريب الفئات الصغرى لأقل من 17 سنة. في فبراير 2014، أصبح مدربا مساعدا لمصطفى شهيد، مدرب الفريق الأول، في بطولة الدوري الاحترافي 2013-14.

## الإنجازات
| النادي أو المنتخب   | البطولة                    | مرات الفوز | الأعوام أو المواسم          |
| ------------------- | -------------------------- | ---------- | --------------------------- |
| نادي الوداد الرياضي | البطولة الوطنية            | 3          | 1989/90 - 1990/91 - 1992/93 |
| نادي الوداد الرياضي | كأس العرش                  | 1          | 1988/89                     |
| نادي الوداد الرياضي | كأس أفريقيا للأندية البطلة | 1          | 1992                        |

## روابط خارجية
- عبد المجيد بويبوض على موقع الاتحاد الدولي (مؤرشف)  (الإنجليزية)
- عبد المجيد بويبوض على موقع قاعدة بيانات كرة القدم.إي يو (الإنجليزية)
- عبد المجيد بويبوض على موقع ناشيونال فوتبول تيمز (الإنجليزية)